# مهرجان عيش الغراب (المشروم)

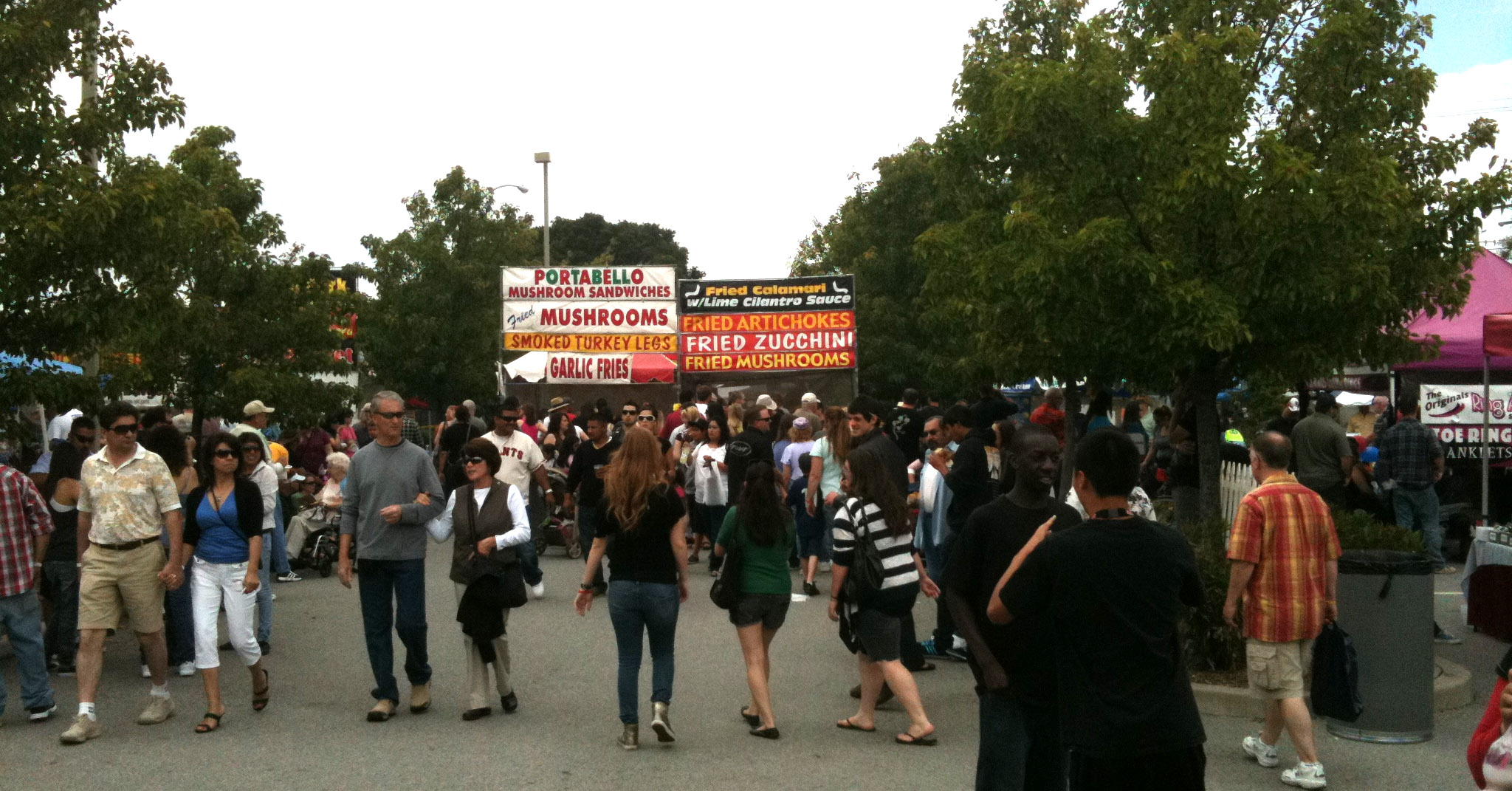

مهرجان عيش الغراب هو مهرجان غذائي يتم فيه تقديم عيش الغراب. هناك العديد من مهرجانات عيش الغراب التي تقام سنويا في تيلورايد، كولورادو. ساحة كينيت، ولاية بنسلفانيا؛ مهرجان عيش غراب موريل الذي أقيم في هاريسون، ميشيغان ومدينة بوين، ميشيغان، مهرجان فانتاست فراج للمشروم الذي أقيم في لاكونا بولاية نيو هامبشير، ومهرجان فاشون ماردي غرا الذي عقد في مورغان هيل، كاليفورنيا، لاسي، واشنطن